# 撮影所前駅
撮影所前駅（さつえいしょまええき）は、京都府京都市右京区太秦上ノ段町にある、京福電気鉄道北野線の停留場である。駅番号はB1。

## 概要
北野線全線開通から90周年を記念し、西日本旅客鉄道（JR西日本）山陰本線（嵯峨野線）太秦駅との乗り換えの利便性を図り設置が決められた駅である。
駅がある太秦地区は北野線全線開通と同じ年に設立された阪東妻三郎プロダクションを前身とする東映京都撮影所が立地するなど、日本の映画産業の一端を担った土地柄であることから「撮影所前」と名付けられた。
京福電気鉄道の新停留場開業は、2008年に開業した嵐電天神川駅以来8年ぶりとなった。

## 歴史
- 2015年（平成27年）12月11日：駅名を「撮影所前駅」に決定[1][6]。
- 2016年（平成28年）4月1日：北野線の帷子ノ辻駅 - 常盤駅間に[6]、駅開業[3][7]。

## 停留場構造
単線を挟む形の2面相対式の地上駅である。方面別ホームのため、進行方向左側の扉だけが開く。また、開業当初よりバリアフリーに対応しており、電車とホームとの段差がなく乗降車できる構造となっている。

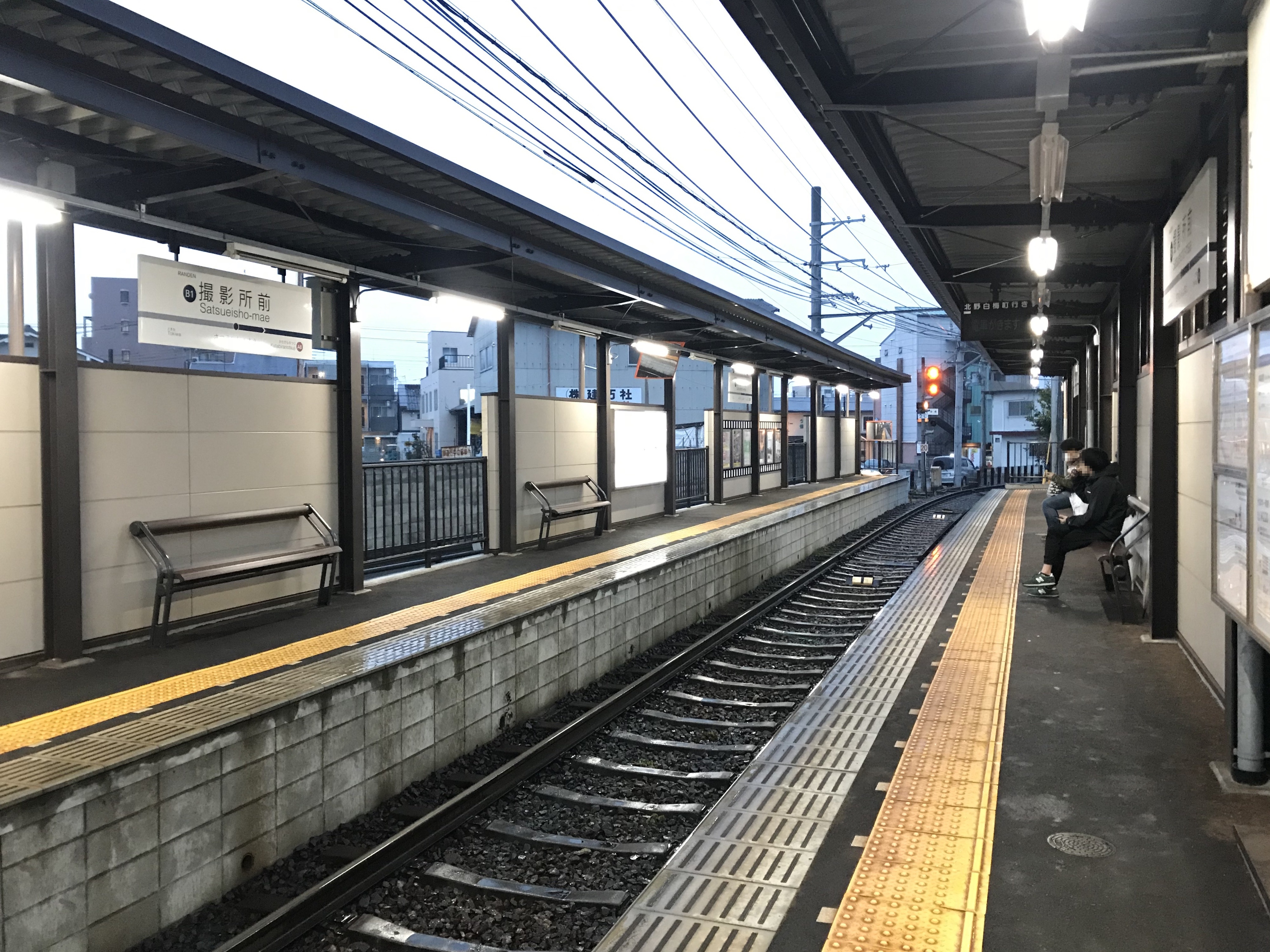
ホーム（2019年2月）
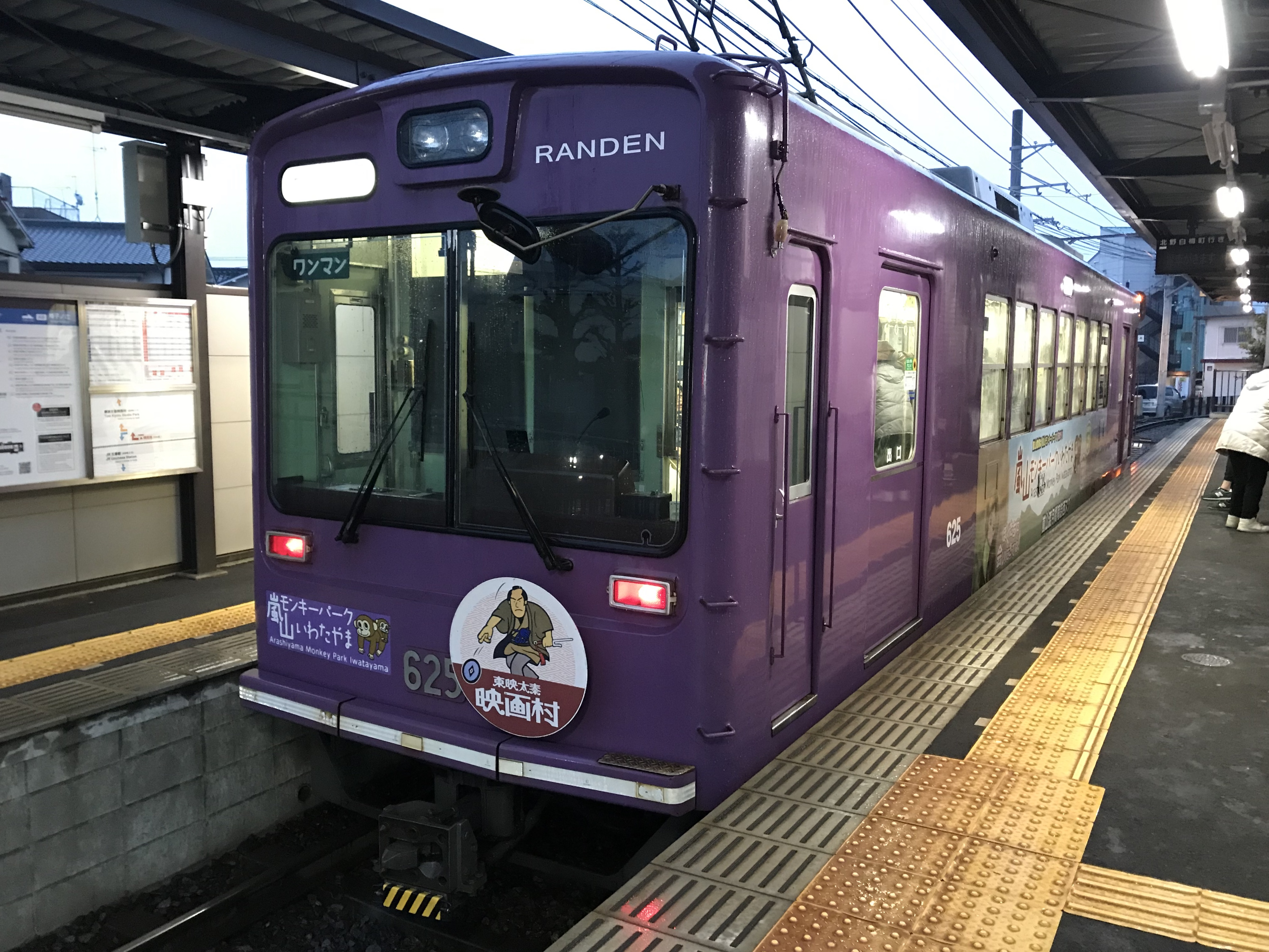
停車中の車両。進行方向右側の扉は開かない（2019年2月）

## 停留場周辺
- 東映京都撮影所[1][3][6]
- 東映太秦映画村
- JR西日本山陰本線（嵯峨野線）太秦駅[5] - 当停留場から約200メートル[6]、徒歩3分の位置にある[3]。

## 隣の停留場
京福電気鉄道
■北野線
常盤駅 (B2) - 撮影所前駅 (B1) - 帷子ノ辻駅 (A8)
- 括弧内は駅番号を示す。当停留場が開業するまでは、北野線の駅番号「B1」は隣の帷子ノ辻駅に割り当てられていた。